# Ficus gasparriniana
Ficus gasparriniana är en mullbärsväxtart som beskrevs av Friedrich Anton Wilhelm Miquel. Ficus gasparriniana ingår i släktet fikonsläktet, och familjen mullbärsväxter.

## Underarter
Arten delas in i följande underarter:
- F. g. esquirolii
- F. g. laceratifolia
- F. g. viridescens